# Notarikon
Notarikon (hebräisch נוטריקון) ist ein Verfahren der jüdischen Hermeneutik, neben anderen wie Gematria, Zeruph und Temura.
Es handelt sich dabei um eine Methode, jeden Anfangs- (hebräisch: ראשי תיבות) oder Schlussbuchstaben (hebräisch: סופי תיבות) eines Wortes für ein anderes Wort zu stellen, woraus sich Wörter oder Sätze ergeben. Das Wort Notarikon ist verwandt mit dem lateinischen Wort notarius in der Bedeutung von Stenograf.